# If You Were with Me Now
If You Were with Me Now este o melodie pop-R&B, compusă de Waterman & Stock, Kylie Minogue și cântărețul R&B, pentru al patrulea album al acesteia, Let's Get to It. Melodia a fost produsă de Stock & Waterman, primind recenzii mixte de la critici. A fost al doilea single de pe album, având o primire caldă de la posturile de radio, atingând poziția cu numărul 4 în Marea Britanie, și top10 în Irlanda și Africa de Sud. 